# Nuovo Regno di Granada
Il Nuovo Regno di Granada (spagnolo: Nuevo Reino de Granada) fu un gruppo di provincie coloniali spagnole situate nell'America del Sud settentrionale nel XVI secolo, governate dalla Real Audiencia di Santa Fé de Bogotá. Inizialmente parte del vicereame del Perù, il regno diventò parte del vicereame della Nuova Granada nel 1717, e ne diventò parte permanente nel 1739. Il regno cessò di esistere formalmente con la fine del vicereame nel 1819 e con la creazione della Repubblica della Colombia.

## Storia

### Antefatti
Nel 1514, gli spagnoli costruirono i primi insediamenti sulla costa dell'attuale Colombia. Con Santa Marta (fondata il 29 luglio 1525 dal conquistador Rodrigo de Bastidas) e Cartagena (fondata nel 1533), gli spagnoli iniziarono a controllare la costa e si prepararono a estendere la colonia nell'entroterra. A partire dal 1536, il conquistador Gonzalo Jiménez de Quesada esplorò le zone collinari della regione e seguì il fiume Magdalena fino a raggiungere la cordigliera orientale. Le milizie sconfissero la gente Muisca e fondarono la città di Santa Fé de Bogotá nel 1538 circa, chiamando la regione El nuevo reino de Granada, in onore dell'ultima regione iberica a essere integrata nel regno spagnolo con la reconquista. Quesada perse il controllo della provincia quando Carlo V, Imperatore del Sacro Romano Impero, concesse le nuove terre al conquistador rivale Sebastián de Belalcázar nel 1540, che era entrato nella regione passando per la regione corrispondente all'attuale Ecuador, diventando governatore di Popayán.

### La colonia
La vittoria di Belalcázar mise la regione al servizio del vicereame del Perù. A causa della distanza da Lima e da Santo Domingo, la corona spagnola capì che la zona recentemente colonizzata aveva bisogno di un proprio governo, così che giunse l'ordine di creare una audiencia a Santa Fé de Bogotá nel 1549. Inizialmente l'audiencia aveva il potere esecutivo, ma si rivelò inefficace. Nonostante che diversi ispettori reali (visitadores) venissero mandati per migliorare la sua funzione, le prestazioni non migliorarono, quindi il potere esecutivo venne messo nelle mani di un solo ufficiale, il "presidente" dellaudiencia, che diventò anche governatore e capitano generale nel 1564. Per questa ragione, la regione venne chiamata anche presidencia. Con questi due uffici il presidente controllava il governo civile e il comando militare del Regno. La giurisdizione dell'audiencia definì i confini del nuovo regno.

## Funzioni e territorio dell'audiencia
La legge VIII (Audiencia reale e Cancelleria di Santa Fe nel Nuovo Regno di Granada) del titolo XV (delle Audiencias reali e Cancellerie delle Indie) del Libro II di Recopilación de Leyes de las Indias del 1680 - che compila il decreto del 17 luglio 1549; 10 maggio 1554; e 1º agosto 1572 - descrive i limiti e le funzioni della Audiencia.
L'allora governatore-presidente era dipendente in qualche modo dal Viceré del Perù a Lima negli affari amministrativi, ma la lentezza delle comunicazioni tra le due capitali portò alla creazione del vicereame della Nuova Granada nel 1717 (e la sua riformazione nel 1739 dopo una breve interruzione), sotto i re Borboni. Il governatore-presidente di Bogotá diventò il viceré della nuova entità politica.

## Città principali
Le città maggiori nel regno, secondo il censimento del 1791, erano:
1. Cartagena de Indias - 154.304 abitanti
2. Santa Fé de Bogotá - 108.533
3. Popayán - 56.783
4. Santa Marta - 49.830
5. Tunja - 43.850
6. Mompox - 24.332